# Shipley (Sussex de l'Ouest)
Pour les articles homonymes, voir Shipley.
Shipley est un village et une paroisse civile du Sussex de l'Ouest, en Angleterre. Il est situé sur l'Adur, à une dizaine de kilomètres au nord-ouest de Storrington. Au moment du recensement de 2001, il comptait 1 075 habitants.
Le village figure dans le Domesday Book sous le nom Sepelei. Au Moyen Âge, il abrite une commanderie templière.
L'écrivain Hilaire Belloc a vécu la majeure partie de sa vie à Shipley, dans son domaine de King's Land. Le moulin à vent de King's Mill, situé dans la propriété, a servi au tournage de la série télévisée Jonathan Creek.